# Zambezia (vlinder)
Zambezia is een geslacht van vlinders van de familie van de Metarbelidae. De wetenschappelijke naam van dit geslacht werd voor het eerst voorgesteld door Ingo Lehmann, Reza Zahiri en Martin Husemann in een publicatie uit 2023.
De soorten van dit geslacht komen voor in tropisch Afrika.

## Soorten
- Zambezia darrelplowesi Lehmann, Zahiri & Husemann, 2023
- Zambezia diredaouaensis Lehmann, Zahiri & Husemann, 2023
- Zambezia durrellbarnesi Lehmann, Zahiri & Husemann, 2023
- Zambezia jennyhuntae Lehmann, Zahiri & Husemann, 2023
- Zambezia madambae Lehmann, Zahiri & Husemann, 2023